# Aleksandr Pavlov (lutte)
Pour les articles homonymes, voir Aleksandr Pavlov.
Aleksandr Pavlov est un lutteur biélorusse spécialiste de la lutte gréco-romaine né le 9 juillet 1973 à Sovetsk (oblast de Kaliningrad).

## Biographie
Lors des Jeux olympiques d'été de 1996 se tenant à Atlanta, il remporte la médaille d'argent en combattant dans la catégorie des -48 kg. Il remporte également la médaille d'argent lors des Championnats du monde de 1994.